# گوستاو آدولفو بکر
گوستاوُ آدولفو بِکِر (به اسپانیایی: Gustavo Adolfo Bécquer) شاعر و داستانسرای قرن ۱۹ در اسپانیا می‌باشد. چند اثر نقاشی نیز از وی به جای مانده‌است.
وی متولد سال ۱۸۳۶ در سِویا (اسپانیا) و فرزند نقاش آن دوره خوزه دومینگز اینسائوستی (با نام هنری خوزه دومینگز بکر) است.
بِکِر در سال ۱۸۷۰ میلادی در مادرید درگذشت.

## آثار
- تاریخچهٔ کلیساهای اسپانیا/۱۸۵۷
- نامه‌های تاریخی به یک بانو/۱۸۶۰-۶۱
- نامه‌هایی از وجودم (نامه‌هایی از درون سلولم)/۱۸۶۴
- کتاب گنجشک ها/۱۸۶۸
- آثار تمام و کمال (۲ جلد)/۱۸۷۱

دست‌نوشته‌ها
- فرماندار دست‌های سرخگون/۱۸۵۸
- بازگشت از نبرد/۱۸۵۸
- صلیب شیطان/۱۸۶۰
- دستبند طلا/۱۸۶۱
- کوهستان ارواح/۱۸۶۱
- چشمان سبز/۱۸۶۱
- مائِسه پرز: نوازندهٔ ارگ/۱۸۶۱
- ایمان به خدا/۱۸۶۲
- پرتو ماه/۱۸۶۲
- میسِرِره/۱۸۹۲
- سه تاریخ/۱۸۶۲
- کریستو اسکلتی/۱۸۶۲
- گورزاد (جن زیر زمینی)/۱۸۶۳
- غار شاه توت/۱۸۶۳
- پیمان/۱۸۶۳
- گوزن سفید/۱۸۶۳
- بوسه/۱۸۶۳
- گل سرخ تعصب/۱۸۶۴

## نمونه شعرها
| Volverán las oscuras golondrinas           |
| En tu balcón sus nidos a colgar            |
| Y otra vez con el ala a sus cristales,     |
| Jugando llamarán.                          |
| Pero aquellas que el vuelo refrenaban      |
| Tu hermosura y mi dicha a contemplar,      |
| Aquellas que aprendieron nuestros nombres, |
| ¡Esas... no volverán!                      |

ترجمه فارسی
| پرستوهای سیاه باز خواهند گشت           |
| تا لانه‌های خود را بر ایوان تو بیاویزند |
| و دوباره بالهایشان را بر پنجره بزنند   |
| و بازی‌کنند و بخوانند                   |
| اما آنها که پرواز را آهسته می‌کردند     |
| تا زیبایی تو و شادی مرا نگاه کنند      |
| آنها که نام ما را یاد گرفته بودند      |
| آنها باز نخواهند گشت!                  |